# شلاتين للثروة المعدنية
شلاتين للثروة المعدنية هي شركة مساهمة حكومية مصرية، أنشأت سنة 2012، تعمل في مجال التعدين، وتهدف إلى تقنين أوضاع العاملين في التنقيب العشوائى عن الذهب في الصحراء الشرقية في مناطق (الشلاتين - أبو رماد - وادي العلاقي) وتحصيل حقوق الدولة وتعظيم الاستفادة من ثروات مصر الطبيعية وتقوم على وضع خطه مستقبلية لتطوير نشاط الشركة بعد ذلك للتنجيم عن الذهب والمعادن بمفردها أو بالشراكة مع الشركات المحلية والعالمية وتعظيم الاستفادة من ثروات مصر الطبيعية.

## المساهمين
تتوزع نسب المساهمين في الشركة كالتالي:
- الهيئة المصرية العامة للثروة المعدنية (35%).
- جهاز مشروعات الخدمة الوطنية للقوات المسلحة (34%)
- بنك الاستثمار القومي (24%).
- الشركة المصرية للثروات التعدينية (7%).

## وصلات خارجية
- الموقع الرسمي للشركة.